# 金井清高
金井 清高（かない きよたか、1951年生まれ）は、群馬県伊勢崎市のアマチュア天文家である。
太田宇宙の会の主要メンバーの一人で、1970年に大道-藤川彗星（C/1970 B1）の最初の発見者となり日本天文学会天体発見賞を受賞した。
2006年には反復新星へびつかい座RS星の増光を21年ぶりに検出し、成見博秋とともに翌年日本天文学会から天文功労賞を受賞している。
小惑星 (7752) 太田宇宙の会(Otauchunokai)を発見した。小惑星 (26168) 金井清高(Kanaikiyotaka)に命名されている。